# Agapetus moselyi
Agapetus moselyi là một loài Trichoptera trong họ Glossosomatidae. Chúng phân bố ở miền Cổ bắc.